# Infrarot-Behandlung
Als Infrarot-Behandlung wird in der physikalischen Medizin die therapeutische, äußere Anwendung von wärmender Infrarotstrahlung bezeichnet, üblicherweise mit Hilfe sogenannter Rotlichtlampen. Es wird die Gewebetemperatur erhöht, was zu (sofern es die Druckverhältnisse im Gewebe erlauben) einer Gefäßerweiterung führt. Der therapeutische Effekt beruht somit auf der verbesserten lokalen Durchblutung.

## Technik

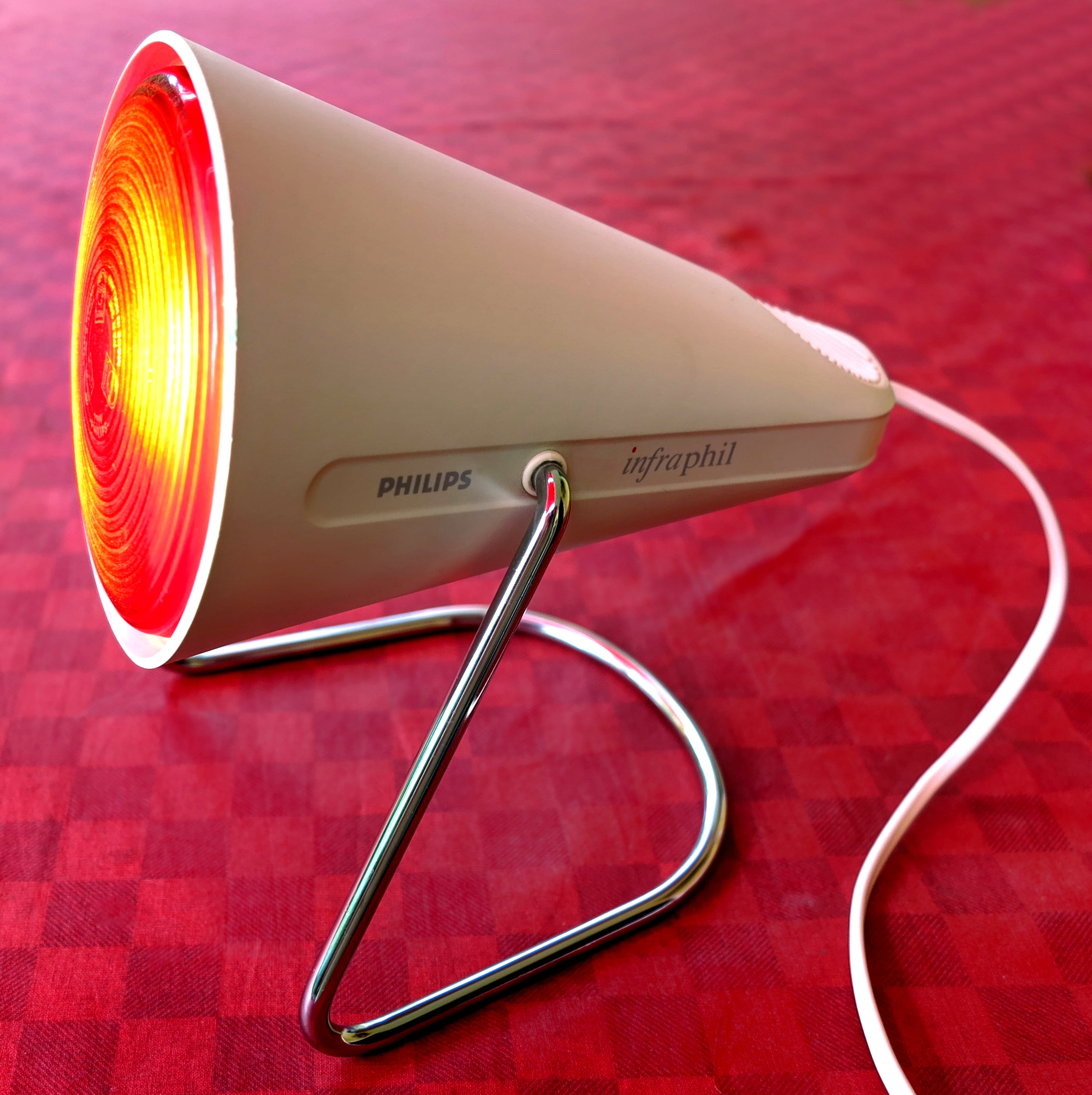
Infrarotlampe für medizinische Zwecke (150W, 230V)

Die Rotlichtlampen verwenden Glühlampen, bei denen durch den Glaskolben oder zusätzliche Überzüge und die Auslegung des Glühdrahtes der Anteil an Infrarotstrahlung (Wärmestrahlung) den Anteil des sichtbaren Lichtes übertrifft. Für Infrarotlampen kommt IR-A zum Einsatz; Infrarot A ist der Bereich (780 bis 1400 nm), der dem sichtbaren Licht benachbart ist. Oft ist bei diesen Lampen noch ein Rotanteil enthalten; das restliche sichtbare Licht wird durch einen roten Filter unterdrückt. Die „klassische“ Rotlichtlampe ist besonders verbreitet bei der Heimanwendung. Heizplatten sind beispielsweise in Infrarotsaunen anzutreffen.

## Wirkungsweise
Die infrarote Wärmestrahlung dringt nur wenige Millimeter tief ins Gewebe ein. Auf dieser Wärme beruht auch das Wirkprinzip.
Durch Wärmeleitung können allerdings auch das Unterhautfettgewebe, das Bindegewebe oder die Gelenke erreicht werden. Gefahr besteht darin, dass eine zu geringe Entfernung zwischen Strahlungsquelle und Haut oder zu lange Expositionszeiten zu Verbrennungen führen können.

## Anwendung
Rotlicht wird zu Behandlungen eingesetzt, bei denen der Erfolg durch Wärmen erreicht wird. Hierzu gehören Muskelverspannungen, Fibromyalgie, „Hexenschuss“, Nasennebenhöhlenprozesse, Bronchitis, rheumatische Erkrankungen und Mittelohrentzündungen sowie der Einsatz bei Abszessreifung. Für Neugeborene (insbesondere bei Frühgeborenen) wird Rotlicht zur Wärmehaltung und dem Schutz vor Unterkühlung eingesetzt. Auch wird das Verfahren zur Vorbehandlung für die Krankengymnastik oder medizinische Massagen und zur unterstützenden Therapie von Erkrankungen des Bewegungsapparats angewandt.
Eine weitere Einsatzmöglichkeit ist die Tierhaltung. Hierbei wird im Besonderen die Wärmestrahlung von Infrarotstrahlern benutzt, deshalb arbeiten diese Geräte stärker im Infrarot B und Infrarot C (1400 bis 3000 nm). In der Schweinezucht werden diese Wärmequellen auch Ferkelstrahler genannt, auch bei der Geflügelaufzucht erfolgt ihr Einsatz. Da in diesem Bereich nur die Wärme genutzt wird, entsteht keine Tiefenwirkung. In der Tiermedizin wird deshalb auch IR-A eingesetzt.
Ergänzend zur IR-Strahlung wird die Diathermie eingesetzt. Es wird Hochfrequenzstrahlung zur Erzeugung der Wärmestrahlung eingesetzt. Durch diese längerwellige Strahlung, die sich an das ferne Infrarot anschließt werden auch tiefere Gewebsschichten direkt erwärmt.

## Grenzen
Bei zu hoher Intensität besteht die Gefahr einer Verbrennung durch falsche Anwendung. Besonders gefährdet sind die Augen, die vor Infrarotstrahlen zu schützen sind. Die Augen müssen, insbesondere bei Bestrahlung im Gesichtsbereich, während der Anwendungssitzung geschlossen bleiben. Die Anwendung von Augenschutzbrillen ist sehr empfohlen, weil die Eindringtiefe der Infrarotstrahlung größer ist als die Liddicke; unbedingt sollten Kinder eine Schutzbrille tragen.
Bewiesen ist die positive Wirkung der Behandlung nicht. Bei der Infrarotstrahlung handelt es sich letztlich um Wärme und wer das Gefühl hat, dass ihm diese bei einer Erkältung gut tue, kann die Lampe bedenkenlos verwenden. Richtig angewendet hat die Behandlung zumindest keine negativen Folgen. Lediglich bei Mittelohrentzündungen, bei Herz-Kreislauf-Problemen oder bei kleinen Kindern sollte man vorsichtig sein.